# Онтогенез
Онтогене́з (від грец. οντογένεση: ον — буття й γένηση — походження, народження) — індивідуальний розвиток організму з моменту утворення зиготи до природної смерті.
У багатоклітинних тварин у складі онтогенезу прийнято розрізняти фази ембріонального (під покровом яйцевих оболонок) і постембріонального (за межами яйця) розвитку, а у живородних тварин — пренатальний (до народження) і постнатальний (після народження) онтогенез.
У багатоклітинних рослин до ембріонального розвитку відносять процеси, які відбуваються в зародковому мішку насіннєвих рослин.
Термін «онтогенез» вперше був введений Ернстом Геккелем в 1866 році. В ході онтогенезу відбувається процес реалізації генетичної інформації, отриманої від батьків

## Періоди онтогенезу
Онтогенез ділиться на періоди:
1. Ембріональний (зародковий) — від утворення зиготи до народження або виходу з яєчних оболонок;
2. Постембріональний (післязародковий), або до репродуктивний — від виходу з яєчних оболонок або від народження до набуття організмом здатності до розмноження.
3. Репродуктивний — період, коли організм здатний до розмноження.
4. Пострепродуктивний — від втрати здатності до розмноження і до смерті. У деяких видів цей період відсутній (горбуша після розмноження гине).

### Ембріональний період (ембріогенез) у тварин
У ембріональному періоді виділяють три основні етапи: дроблення, гаструляцію і первинний органогенез. Ембріональний, або зародковий період онтогенезу починається з моменту запліднення і триває до виходу зародка з яєчних оболонок. У більшості хребетних він включає стадії (фази) дроблення, гаструляції, гісто- і органогенеза.

#### Запліднення
Початкова стадія розвитку, триває від кількох хвилин до кількох годин. У зиготі людини до початку наступної стадії ембріогенезу відбувається диференціювання і переміщення ділянок цитоплазми, що призводить до двобічної симетрії.

#### Дроблення
Дроблення — ряд послідовних мітотичних поділів заплідненого або ініційованого до розвитку яйця. Дроблення є в онтогенезі всіх багатоклітинних тварин і призводить до утворення зародка, званого бластулою (зародок одношаровий). При цьому маса зародка і його об'єм не змінюються, тобто вони залишаються такими ж, як у зиготи, а яйце поділяється на дедалі дрібніші клітини — бластомери. Після кожного поділу клітини зародка стають все дрібнішими, тобто змінюються ядерно-плазмові співвідношення: ядро залишається таким самим, а об'єм цитоплазми зменшується. Процес протікає доти, доки ці показники не досягнуть значень, характерних для соматичних клітин. Тип дроблення залежить від кількості жовтка і його розташування в яйці.
Якщо жовтка мало і він рівномірно розподілений в цитоплазмі (ізолецитальні яйця: голкошкірі, плоскі черви, ссавці), то дроблення протікає за типом повного рівномірного: бластомери однакові за розмірами, дробиться все яйце.
Якщо жовток розподілений нерівномірно (телолецитальні яйця: амфібії), то дроблення протікає за типом повного нерівномірного: бластомери — різної величини, ті, які містять жовток, — більше, яйце дробиться цілком.
При неповному дробленні жовтка в яйцях настільки багато, що борозни дроблення не можуть розділити його повністю.
Дроблення яйця, у якого дробиться тільки сконцентрована на анімальному полюсі «шапочка» цитоплазми, де знаходиться ядро зиготи, називається неповним дискоїдальним (телолецитальні яйця: плазуни, птахи).
При неповному поверхневому дробленні в глибині жовтка відбуваються перші синхронні, ядерні ділення, що не супроводжуються утворенням міжклітинних меж. Ядра, оточені невеликою кількістю цитоплазми, рівномірно розподіляються в жовтку. Коли їх стає достатньо багато, вони мігрують в цитоплазму, де потім після утворення міжклітинних меж виникає бластодерма (центролецитальні яйця: комахи).

#### Гаструляція
Один з механізмів гаструляції — інвагінація (вкладання частини стінки бластули всередину зародка).
Гаструляція — процес розділення зародка на зародкові листки. В ході гаструляції клітини зародка практично не діляться і не ростуть. Відбувається активне пересування клітинних мас (морфогенетичні рухи). В результаті гаструляції формуються зародкові листки (пласти кліток). Гаструляція призводить до утворення зародка, званого гаструлою.

#### Первинний органогенез
Первинний органогенез — процес утворення комплексу осьових органів. У різних групах тварин цей процес характеризується своїми особливостями. Наприклад, у хордових на цьому етапі відбувається закладання нервової трубки, хорди і кишкової трубки.
В ході подальшого розвитку формування зародка здійснюється за рахунок процесів зростання, диференціювання і морфогенезу. Зростання забезпечує накопичення клітинної маси зародка. В ході процесу диференціювання виникають різно спеціалізовані клітини, що формують різні тканини і органи. Процес морфогенезу забезпечує придбання зародком спеціальної форми

### Постембріональний розвиток
Постембріональний розвиток буває прямим і непрямим.
1. Прямий розвиток — розвиток, при якому організм, що з'явився, ідентичний по будові дорослому організму, але має менші розміри і не володіє статевою зрілістю. Подальший розвиток пов'язаний із збільшенням розмірів і набуттям статевої зрілості. Наприклад: розвиток рептилій, птахів, ссавців.
2. Непрямий розвиток, або розвиток з метаморфозами — організм, що з'явився, відрізняється за будовою від дорослого організму, зазвичай влаштований простіше, може мати специфічні органи, такий зародок називається личинкою. Личинка живиться, росте. Із часом личинкові органи замінюються органами, властивими дорослому організму (імаго). Наприклад: розвиток жаби, багатьох комах, різних черв'яків.

Постембріональний розвиток супроводжується ростом.